# الصهيفة (ردفان)

تعديل مصدري - تعديل

الصهيفة هي إحدى قرى عزلة الحبيلين بمديرية ردفان التابعة لمحافظة لحج، بلغ تعداد سكانها 89 نسمة حسب تعداد اليمن لعام 2004.